# August 2013
Acest articol este generat integral pe baza informațiilor din articolul 2013 și este actualizat periodic de un robot.
 Editările făcute în articol vor fi șterse la următoarea actualizare! Dacă doriți să faceți modificări, editați articolul-sursă.

ianuarie -
februarie -
martie -
aprilie -
mai -
iunie -
iulie -
august -
septembrie -
octombrie -
noiembrie -
decembrie
August 2013 a fost a opta lună a anului și a început într-o zi de joi.

## Evenimente

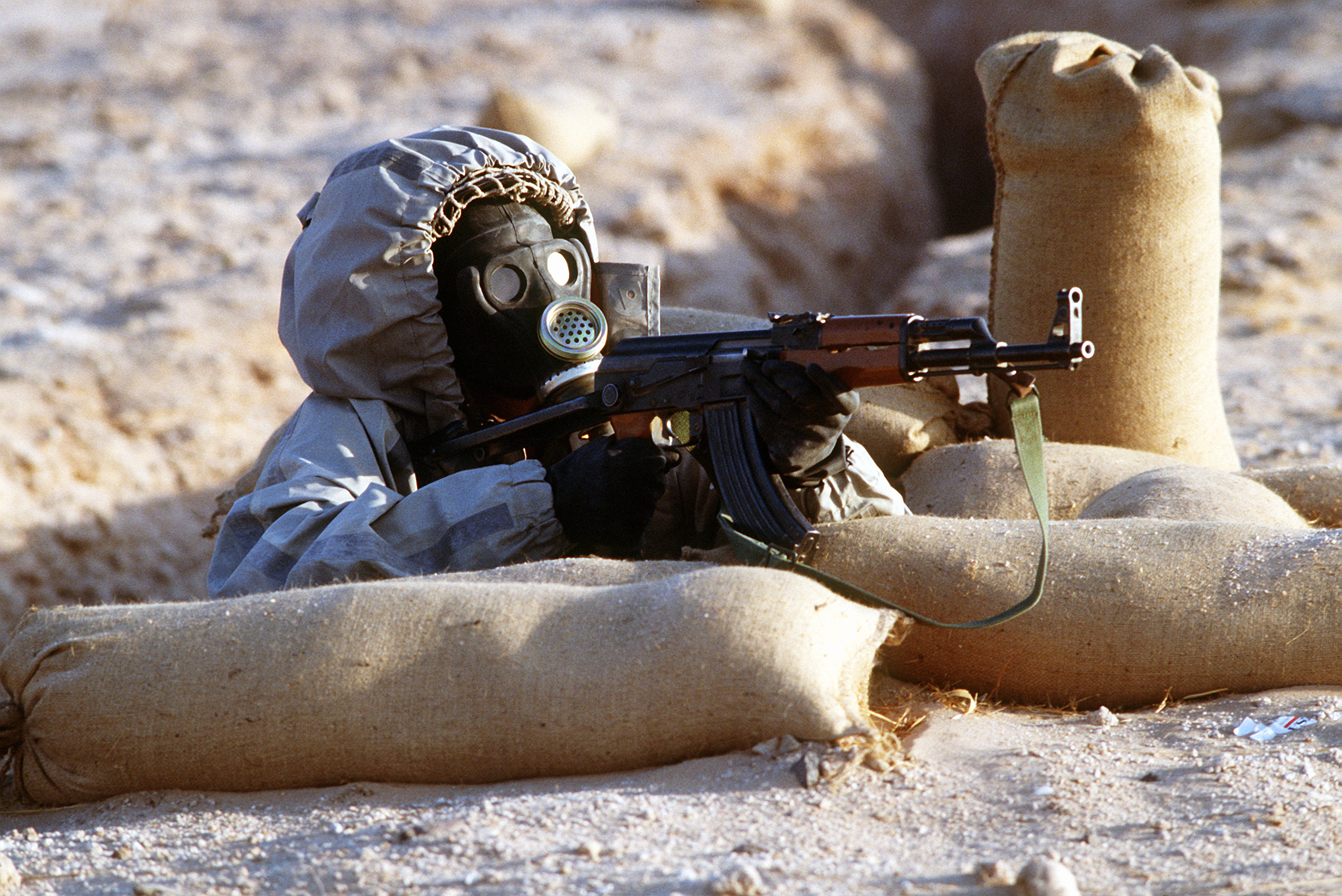
Atacurile chimice din Siria

- 3 august: În controversatele alegeri prezidențiale din Zimbabwe, Robert Mugabe a fost declarat câștigător cu 61% din voturile exprimate, extinzând perioada de când e la putere la 33 de ani.
- 4 august: În Casa Parlamentului, Hassan Rouhani este inaugurat oficial ca președinte al Iranului și anunță membrii cabinetului său.
- 4 august: Statele Unite închid 22 de ambasade din Orientul Mijlociu și Africa de Nord pe fondul  amenințărilor teroriste Al-Qaeda. De asemenea, Marea Britanie, Franța și Germania își închid ambasada din Yemen iar Canada ambasada din Bangladesh.
- 6 august: Potrivit raportului anual privind clima, publicat de Agenția Americană Oceanică și Atmosferică (NOAA), anul 2012 se numără printre cei mai călduroși zece ani de pe planetă, cu o topire record a ghețurilor arctice și emisii fără precedent de dioxid de carbon.
- 10 august-18 august: Campionatul  Mondial  de atletism  de  la   Moscova.
- 17 august: CIA recunoaște existența "Zonei 51".
- 21 august: Atacurile chimice de la Ghouta, Siria.
- 31 august: Monseniorul și martirul Vladimir Ghika a fost beatificat în România în prezența a peste 7.000 de pelerini.

## Decese
- 1 august: Richard Kuhn, chimist german (n. 1900)
- 2 august: Patricia Anthony, 66 ani, scriitoare americană de SF și slipstream (n. 1947)
- 4 august: Sherko Bekas (Șêrko Bêkes), 73 ani, poet kurd (n. 1940)
- 5 august: Ruth Asawa, 87 ani, sculptoriță americană (n. 1926)
- 7 august: Petru Ursache, 82 ani, folclorist, estetician și etnolog român (n. 1931)
- 8 august: Karen Black (n. Karen Blanche Ziegler), 74 ani, actriță americană  (n. 1939)
- 8 august: Nicolae Gheorghe, 66 ani, sociolog român (n. 1946)
- 9 august: Sheila Gordon, 86 ani, scriitoare americană (n. 1927)
- 10 august: László Csatáry, 99 ani, criminal de război maghiar (n. 1913)
- 12 august: Prințul Friso de Orange-Nassau (n. Maurits Willem Pieter Hendrik), 45 ani (n. 1968)
- 13 august: Octavian-Mircea Purceld, 65 ani, deputat român (2000-2008), (n. 1948)
- 14 august: Paddy Power, 84 ani, politician irlandez (n. 1928)
- 14 august: Paddy Power, politician irlandez (n. 1928)
- 15 august: Amanullah Abbasi, 78 ani, judecător pakistanez (n. 1935)
- 15 august: Abdul Rahman Al-Sumait, 65 ani, filantrop kuwaitian (n. 1947)
- 15 august: Sławomir Mrożek, 83 ani, dramaturg polonez (n. 1930)
- 15 august: Rosalía Mera, 69 ani, femeie de afaceri și antreprenoare spaniolă (n. 1944)
- 16 august: Cristian Grigorescu, 29 ani, actor român (n. 1984)
- 17 august: Marius Procopie Cuteanu, 95 ani, muzician, compozitor, dirijor și profesor român (n. 1917)
- 18 august: Florin Cioabă, 58 ani, autoproclamat "rege internațional al țiganilor" (n. 1954)
- 19 august: Mirko Kovač, 74 ani, romancier iugoslav (n. 1938)
- 20 august: Ted Post, 95 ani, regizor american (n. 1918)
- 20 august: Michael Redl, 77 ani, handbalist român (n. 1936)
- 20 august: Costică Ștefănescu, 62 ani, fotbalist și antrenor român (n. 1951)
- 21 august: C. Gordon Fullerton, 76 ani, inginer american (n. 1936)
- 21 august: Ieronim Tătaru, 76 ani, critic literar român (n. 1937)
- 25 august: Gylmar dos Santos Neves, 83 ani, fotbalist brazilian (portar), (n. 1930)
- 30 august: Seamus Heaney, 74 ani, scriitor nord-irlandez, laureat al Premiului Nobel (1995), (n. 1939)